# 諾茲克猶太會堂

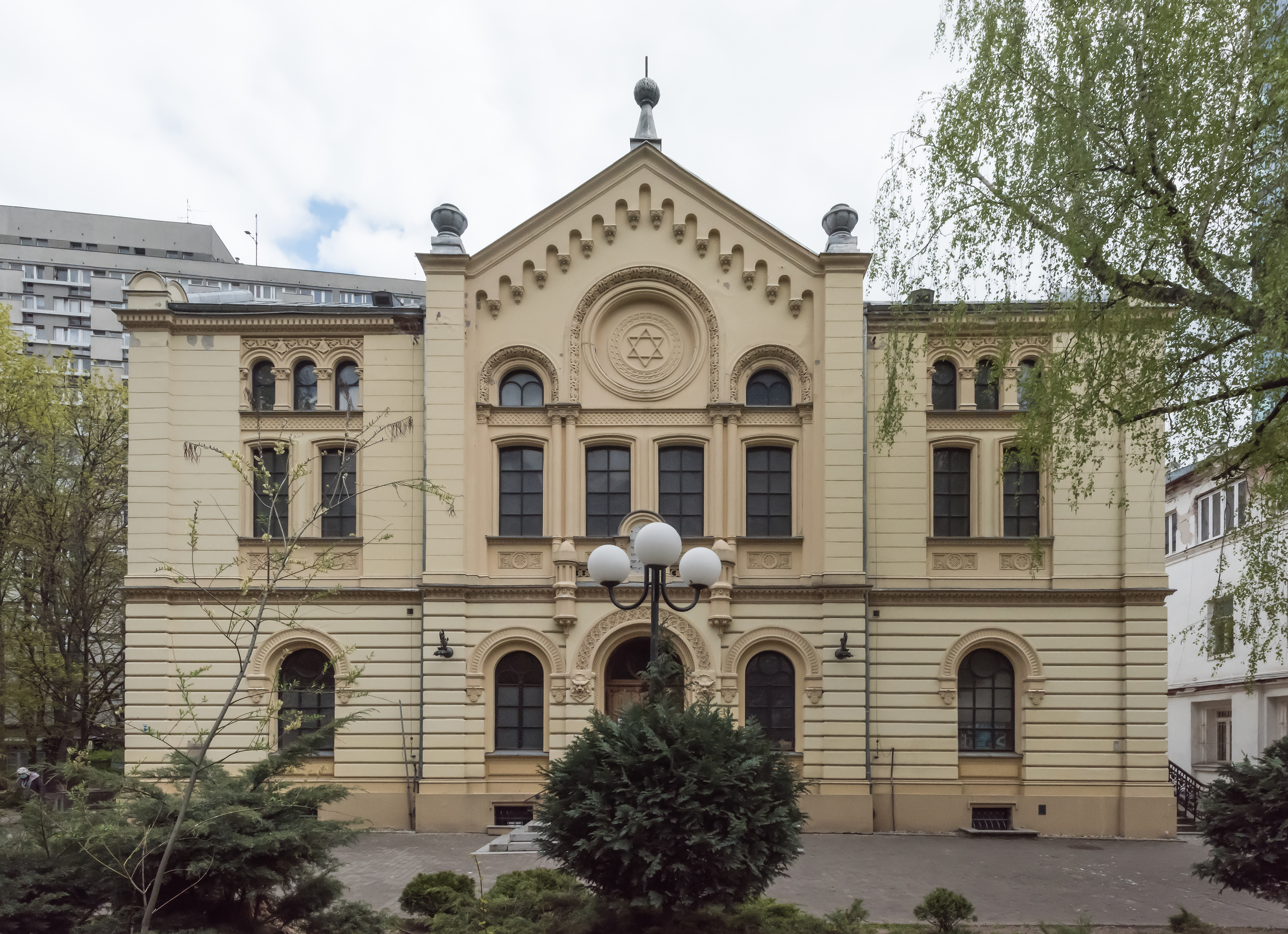
諾茲克猶太會堂

諾茲克猶太會堂（波蘭語：Synagoga Nożyków）是波蘭首都華沙唯一倖存的猶太會堂。諾茲克猶太會堂修建於1898年至1902年，在第二次世界大戰後修復，現在是華沙猶太人社區的中心。在第二次世界大戰之前，華沙擁有世界規模最大的猶太人社區之一，有超過400個猶太會堂。

## 外部連結
维基共享资源上的相關多媒體資源：諾茲克猶太會堂
- Nożyk Synagogue in Warsaw at Museum of the History of Polish Jews, Virtual Shtetl
- （页面存档备份，存于）
- Photo gallery
- More pictures and a short description（页面存档备份，存于）